# Libanon op de Olympische Winterspelen 1948
Tijdens de Olympische Winterspelen van 1948, die in Sankt Moritz (Zwitserland) werden gehouden, nam Libanon voor de eerste keer deel.

## Deelnemers en resultaten

### Alpineskiën
| Olympiër       | Discipline   | Resultaat | Prestatie                      |
| -------------- | ------------ | --------- | ------------------------------ |
| Ibrahim Geagea | afdaling (m) | dq        | diskwalificatie                |
| Ibrahim Geagea | slalom (m)   | 66e       | 4.34,1 (+2.23,8) 2.49,3+1.44,8 |

Argentinië · België · Bulgarije · Canada · Chili · Denemarken · Finland · Frankrijk · Griekenland · Groot-Brittannië · Hongarije · IJsland · Italië · Joegoslavië · Libanon · Liechtenstein · Nederland · Noorwegen · Oostenrijk · Polen · Roemenië · Spanje · Tsjecho-Slowakije · Turkije · Verenigde Staten · Zuid-Korea · Zweden · Zwitserland